# Municipio de Jennings (condado de Putnam)
El municipio de Jennings (en inglés: Jennings Township) es un municipio ubicado en el condado de Putnam en el estado estadounidense de Ohio. En el año 2010 tenía una población de 1978 habitantes y una densidad poblacional de 26,93 personas por km².

## Geografía
El municipio de Jennings se encuentra ubicado en las coordenadas 40°53′33″N 84°16′22″O / 40.89250, -84.27278. Según la Oficina del Censo de los Estados Unidos, el municipio tiene una superficie total de 73.45 km², de la cual 72,92 km² corresponden a tierra firme y (0,73 %) 0,53 km² es agua.

## Demografía
Según el censo de 2010, había 1978 personas residiendo en el municipio de Jennings. La densidad de población era de 26,93 hab./km². De los 1978 habitantes, el municipio de Jennings estaba compuesto por el 99,49 % blancos, el 0,05 % eran afroamericanos, el 0,3 % eran asiáticos y el 0,15 % eran de una mezcla de razas. Del total de la población el 0,4 % eran hispanos o latinos de cualquier raza.